# Sarim Fassi-Fihri
Sarim El Hak Fassi-Fihri, né le 19 octobre 1958 à Marrakech, est un producteur de cinéma marocain, directeur du Centre cinématographique marocain (CCM).

## Biographie
Sarim Fassi-Fihri est titulaire d'un Master II en Production de l'université de Toulouse - Jean Jaurès. Il y fait un mémoire de Master II intitulé Un projet de développement pour le Cinéma et la Télévision au Maroc.
Il crée en 1987 la société Moroccan Productions & Services (MPS) afin de produire des films Marocains et pour assurer la production exécutive de films étrangers au Maroc. En tout, il a produit, coproduit, ou assuré la production exécutive de plus de quarante longs métrages, films de télévision ou séries télévisées. Sarim Fassi Fihri participe à la production de plusieurs films étrangers tournés au Maroc dont, en 2002, Astérix et Obélix : Mission Cléopâtre d’Alain Chabat, ou encore en 2005, Iznogoud de Patrick Braoudé. Il est également le producteur exécutif de OSS 117 : Le Caire, nid d'espions.
En 1995, après avoir été son vice-président depuis 1994, il est nommé président de la Chambre marocaine des producteurs de films.
En 2005, il est élu président de l’AMPAC, l'Association des métiers de la production audiovisuelle et du cinéma.
Le 2 octobre 2014, il est nommé le directeur du Centre cinématographique marocain (CCM). 
Sarim El Hak Fassi Fihri est également administrateur de la Fondation du Festival international du film de Marrakech depuis 2001, et  propriétaire des Studios Cinedina à Casablanca.
Il va longtemps plébiscitée un droit aux subventions étatiques pour les productions étrangères, droit qui sera voté par la loi de finances pour l'exercice 2016,.

### Polémique
En été 2019, il dépose plainte contre le réalisateur marocain Hicham Hajji. Ce dernier a affirmé que Sarim Fassi-Fihri lui avait « mis des bâtons dans les roues » pendant le tournage de son film Redemption Day, plainte qu'il retire en septembre suivant,.

## Décoration
- 1999 : Chevalier de l'Ordre des Arts et des Lettres de la République française.

## Filmographie
2007
- Producteur exécutif de Ali Baba et les 40 voleurs, réalisé par Pierre Aknine.

2006
- Coproducteur  de Les Anges de Satan, long métrage réalisé par Ahmed Boulane.

2005
- Producteur exécutif de OSS 117 : Le Caire, nid d'espions, long métrage réalisé par Michel Hazanavicius et produit par Gaumont (Paris).
- Producteur exécutif de Le Grand Charles, téléfilm français réalisé par Bernard Stora, produit par GMT (Paris) pour France 2.

2004
- Producteur exécutif de Iznogoud, long métrage réalisé par Patrick Braoudé et produit par Vertigo (Paris).
- Producteur exécutif de Nom de code : DP, téléfilm français réalisé par Patrick Dewolf produit par Telfrance (Paris) pour France 2.

2003
- Producteur exécutif de Ils se marièrent et eurent beaucoup d'enfants, long métrage réalisé par Yvan Attal et produit par Pathé Films.
- Coproducteur de Mémoire en détention, long métrage marocain réalisé par Jilali Ferhati.

2001
- Producteur exécutif Les Rois mages, long métrage français réalisé par Didier Bourdon et Bernard Campan et produit par Pathé Films.
- Producteur exécutif Napoléon, téléfilm français réalisé par Yves Simoneau et produit par GMT (Paris).

2000
- Producteur exécutif de L'Algérie des chimères, téléfilm français réalisé par François Luciani, fiction de 3 × 90 min pour Arte.
- Producteur exécutif de Un pique-nique chez Osiris, téléfilm français réalisé par Nina Companeez, fiction de 2 × 90 min pour France 2.
- Producteur exécutif de Astérix et Obélix : Mission Cléopâtre, long métrage français réalisé par Alain Chabat et produit par Pathé Films.

1999
- Producteur exécutif de L'été de mes 16 ans, téléfilm français réalisé par Dominique Cheminal pour France 2.

1998
- Producteur The Last Show, court métrage réalisé par Nour-Eddine Lakhmari.
- Producteur Samia, court métrage réalisé par Meryem Bakir.

1997
- Producteur exécutif de Bargensac, téléfilm français réalisé par Charlotte Brandström pour TF1.
- Coproducteur de Keswa, le fil perdu, long métrage réalisé par Kalthoum Bornaz, coproduction tuniso-maroco-française.

1996
- Producteur exécutif de Lieve Aisha, téléfilm néerlandais réalisé par Mijke de Jong et produit pour VARA TV (Amsterdam).
- Producteur exécutif de Marrakesh, téléfilm néerlandais réalisé par Michiel van Jaarsveld et produit pour VARA TV (Amsterdam).
- Coproducteur de Mektoub, long métrage réalisé par Nabil Ayouch.

1995
- Prix de la production au Festival national du film à Tanger pour L'Enfance volée.
- Producteur de Cinq films pour cent ans, long métrage réalisé par un collectif de réalisateurs marocains à l'occasion du centenaire du cinéma.
- Producteur de Voleur de rêves, long métrage réalisé par Hakim Noury.
- Producteur exécutif de Les Victimes, long métrage réalisé par Patrick Grandperret et produit par Gaumont International.
- Producteur exécutif de Memo Keeps Silent, long métrage néerlandais réalisé par Ben Sombogaart et produit par BOS BROS (Amsterdam).

1994
- Coproducteur de Marie de Nazareth, long métrage réalisé par Jean Delannoy, coproduction franco-marocaine.

1993
- Producteur exécutif de Peter Strohm, téléfilm allemand produit pour Bayerischer Rundfunk (Munich).
- Producteur de L'Enfance volée, long métrage réalisé par Hakim Noury.
- Coproducteur de La Règle de l'homme, téléfilm français réalisé par Jean Daniel Verhaegue pour France 2.

1992
- Producteur exécutif de La Nuit sacrée, long métrage réalisé par Nicolas Klotz et produit par Flash Films (Paris).

1991
- Producteur exécutif de L'Enfant lion, long métrage réalisé par Patrick Grandperret et produit par Odessa Films (Paris).
- Producteur exécutif de Max, long métrage italien réalisé par Christian De Sica et produit par Produttori Associati (Rome).
- Producteur exécutif de Les Croisades, de terre et de sang, téléfilm français réalisé par Jim Goddar et produit par J.P Ramsay pour France 2

1990
- Producteur exécutif de Moi, Général de Gaulle, téléfilm français réalisé par Denys Granier-Deferre et produit pour TF1.
- Producteur de Sunchild court métrage réalisé par Driss Tahri.
- Producteur de Crime imparfait, court métrage réalisé par Ahmed Boulane.
- Producteur de Plateur idéal, court métrage réalisé par Ahmed Boulane.

1989
- Producteur exécutif de Les Mille et Une Nuits, long métrage réalisé par Philippe de Broca et produit par Cinémax (Paris)[11].
- Producteur exécutif de Lippelstraum, téléfilm allemand réalisé par Peter Kafer et produit pour la ZDF.

1988
- Producteur exécutif de Das Milliardenspiel, téléfilm allemand réalisé par Peter Keglevic et produit pour la ZDF.

1987
- Producteur exécutif de Napoleon and Josephine: A Love Story, téléfilm américain réalisé par Richard T. Heffron et produit par Warner Bros.
- Producteur associé de Deadline, téléfilm britannique réalisé par Richard Stroud et produit par la BBC.